# Domaine de Sanuki
 (septembre 2016).

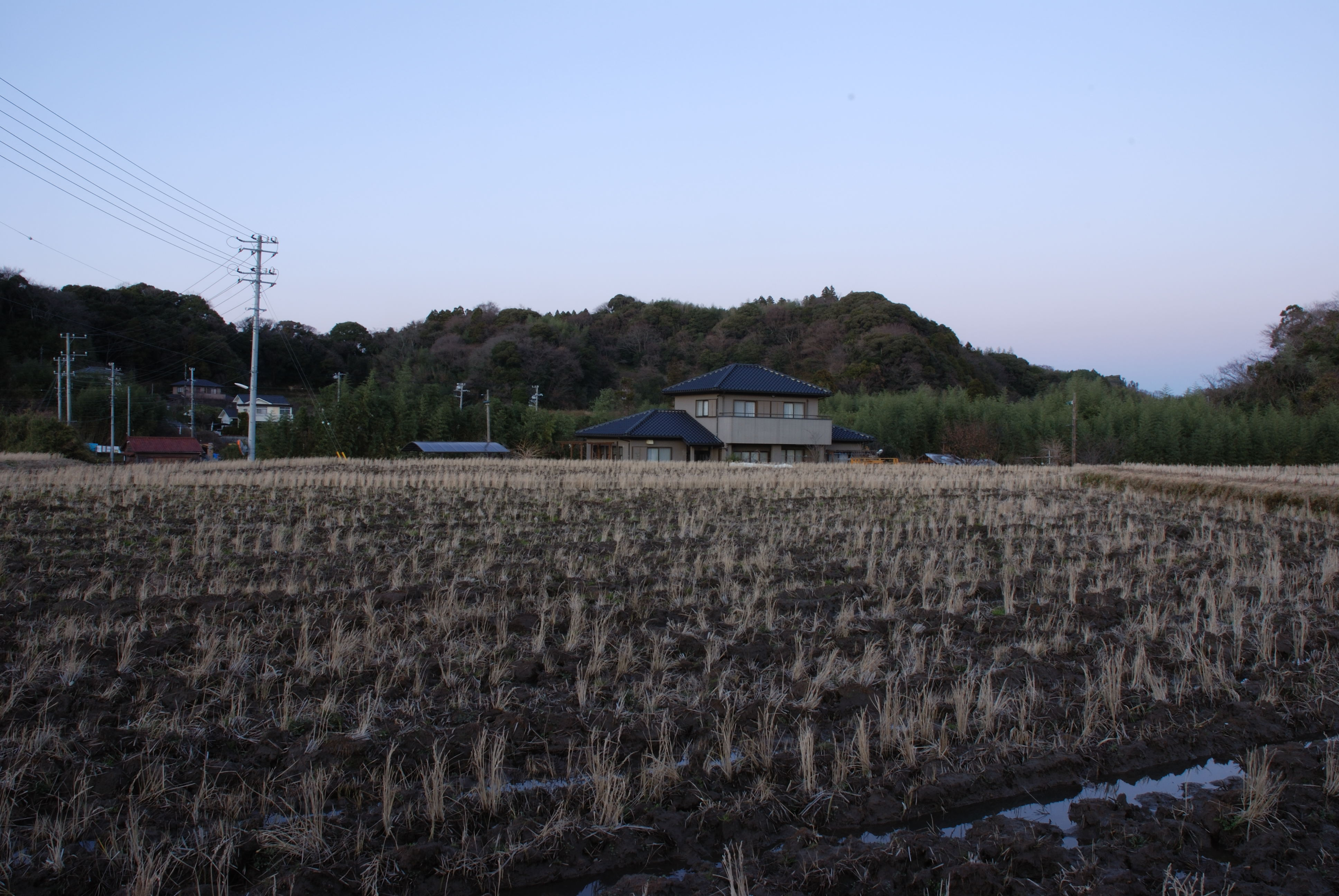
Site du château de Sanuki.

Le domaine de Sanuki (佐貫藩, Sanuki-han) est un domaine féodal japonais de l'époque d'Edo situé dans la province de Kazusa, de nos jours préfecture de Chiba. Son centre en est le château de Sanuki dans ce qui est maintenant la ville de Futtsu.

## Histoire
Le château de Sanuki original est construit par le clan Satomi, gouverneur de presque toute la péninsule de Bōsō durant l'époque Sengoku. À la suite du siège d'Odawara en 1590, la région de Kantō est attribuée à Tokugawa Ieyasu par Toyotomi Hideyoshi, le seigneur de guerre qui limite également le clan à la Province d'Awa (Chiba) comme punition pour la tiédeur de son soutien dans sa campagne contre le clan Hōjō. Tokugawa Ieyasu nomme Naitō Ienaga, un de ses vassaux héréditaires, daimyo du nouveau domaine de Sanuki d'une valeur de 20 000 koku.
Durant le siège de Fushimi en 1600, antérieur à la bataille de Sekigahara, Naitō Ienaga est l'un des derniers défenseurs du château de Fushimi à succomber face aux force d'Ishida Mitsunari. Son fils Naitō Masanaga lui succède et se voit accorder un revenu additionnel de 10 000 koku en récompense de ses efforts au siège d'Osaka. Il en gagne encore 10 000 pour sa participation à l'élimination du clan Satomi du domaine de Tateyama dans la province d'Awa et encore 5 000 quand le shogun Tokugawa Hidetada lui rend visite lors d'une longue partie de fauconnerie, élevant de la sorte l'ensemble de ses revenus à 45 000 koku. Il est ensuite transféré au domaine d'Iwakidaira dans la province de Mutsu.
Son remplaçant, Tadashige Matsudaira, est un hatamoto du domaine de Fukuya d'un revenu de 8 000 koku dans la province de Musashi. Élevé au rang de daimyō avec une rente de 7 000 koku supplémentaires, il est ensuite transféré au domaine de Tanaka dans la province de Suruga. Le domaine de Samuki devient alors un tenryō, territoire sous le contrôle direct du shogunat Tokugawa.
En janvier 1639, le domaine de Sanuki connaît une seconde vie avec Katsutaka Matsudaira, un ancien jisha-bugyō dont les biens se montent à 15 000 koku, ce qui le qualifie pour être daimyō. Mais le clan Matsudaira est dépossédé du domaine durant la gouvernance de Shigeharu, le fils de Katsutaka, pour mauvaise gestion et le domaine de Sanuki retombe une fois encore sous le statut de tenryō.
En mai 1710, le domaine est attribué comme possession d'une valeur de 16 000 koku à Masatane Abe, ancien daimyo du domaine de Kariya dans la province de Mikawa. Le clan Abe gouverne Sanuki jusqu'à la restauration de Meiji. Masatsune Abe, le dernier daimyo du domaine de Sanuki, sert initialement avec les forces pro-Tokugawa dans la guerre de Boshin contre l'avis très défavorable de ses vassaux supérieurs et refuse de céder ses armoiries au nouveau gouvernement de Meiji. Il est ensuite emprisonné un temps, puis pardonné et nommé gouverneur du domaine par la nouvelle administration, jusqu'à l'abolition du système han en juillet 1871. Il est par la suite nommé vicomte dans le nouveau système nobiliaire kazoku.
Le domaine de Sanuki devient la préfecture de Sanuki qui fusionne en novembre 1871 avec la préfecture de Kisarazu à la brève existence, laquelle est plus tard intégrée dans la préfecture de Chiba.

## Liste des daimyōs
- Clan Naitō (fudai) 1590-1622

| # | Nom                       | Dates     | Titre        | Rang                    | Revenus     |
| - | ------------------------- | --------- | ------------ | ----------------------- | ----------- |
| 1 | Naitō Ienaga (内藤家長)   | 1590-1600 | Aucun        | Aucun                   | 20 000 koku |
| 2 | Naitō Masanaga (内藤政長) | 1600-1622 | Sama-no-suke | 4e inférieur (従四位下) | 45 000 koku |

- Clan Matsudaira (Sakurai) (fudai) 1622-1633

| # | Nom                             | Dates     | Titre          | Rang                    | Revenus     |
| - | ------------------------------- | --------- | -------------- | ----------------------- | ----------- |
| 1 | Matsudaira Tadashige (松平忠重) | 1622-1633 | Daizen-no-suke | 5e inférieur (従五位下) | 15 000 koku |

- Clan Matsudaira (fudai) 1638-1684

| # | Nom                             | Dates     | Titte             | Rang                    | Revenus     |
| - | ------------------------------- | --------- | ----------------- | ----------------------- | ----------- |
| 1 | Matsudaira Katsutaka (松平勝隆) | 1638-1662 | Izumo-no-kami     | 5e inférieur (従五位下) | 15 000 koku |
| 2 | Matsudaira Shigeharu (松平重治) | 1662-1684 | Yamashiro-no-kami | 5e inférieur (従五位下) | 15 000 koku |

- Clan Abe (fudai) 1684-1871

| # | Nom                                          | Dates     | Titre             | Rang                    | Revenus     |
| - | -------------------------------------------- | --------- | ----------------- | ----------------------- | ----------- |
| 1 | Abe Masatane (阿部正鎮)                      | 1710-1751 | Inaba-no-kami     | 5e inférieur (従五位下) | 16 000 koku |
| 2 | Abe Masaoki (阿部正興)                       | 1751-1764 | Inaba-no-kami     | 5e inférieur (従五位下) | 16 000 koku |
| 3 | Abe Masayoshi (domaine de Sanuki) (阿部正賀) | 1764-1780 | Suruga-no-kami    | 5e inférieur (従五位下) | 16 000 koku |
| 4 | Abe Masazane (阿部正実)                      | 1780-1792 | Hyōbū-shoyū       | 5e inférieur (従五位下) | 16 000 koku |
| 5 | Abe Masahiro (domaine de Sanuki) (阿部正簡)  | 1792-1825 | Suruga-no-kami    | 5e inférieur (従五位下) | 16 000 koku |
| 6 | AbeMasaakira (阿部正暠)                      | 1638-1652 | Yamashiro-no-kami | 5e inférieur (従五位下) | 16 000 koku |
| 7 | Abe Masachika (阿部正身)                     | 1825-1836 | Suruga-no-kami    | 5e inférieur (従五位下) | 16 000 koku |
| 8 | Abe Masatsune (阿部正恒)                     | 1836-1871 | Suruga-no-kami    | 5e inférieur (従五位下) | 16 000 koku |

## Source de la traduction
- (en) Cet article est partiellement ou en totalité issu de l’article de Wikipédia en anglais intitulé « Sanuki Domain » (voir la liste des auteurs).